# Яръяха (река, впадает в Яръягунто)
Яръяха (устар. Яр-Яха) — река в Пуровском районе Ямало-Ненецкого автономного округа России. Впадает в озеро Яръягунто. Протекает по болотистой местности вдали от населённых пунктов. Длина реки составляет 25 км.
Высота устья — 45,7 м над уровнем моря. Высота истока — 80 м над уровнем моря.

## Данные водного реестра
По данным государственного водного реестра России относится к Нижнеобскому бассейновому округу, водохозяйственный участок реки — Таз. Речной бассейн реки — Таз.
Код объекта в государственном водном реестре — 15050000112115300067585.